# Torneo Apertura 2013 Liga de Nuevos Talentos
El Torneo Apertura 2013 de la Liga de Nuevos Talentos fue el 33° torneo de la Segunda División. Contó con la participación de 32 equipos, al término del Clausura 2014 sí hubo descenso a la Tercera División de México. El campeón de este torneo, Pioneros de Cancún, se enfrentó al campeón del Torneo Clausura 2014, Selva Cañera, en la final por el ascenso.
Para este torneo, además de los 3 Ascendidos, se sumaron más equipos nuevos, el caso de Morelia y Universidad Michoacana, Selva Cañera, la antigua Autónoma de Zacatecas se convirtió en Mineros Fresnillo, el Irapuato de esta división pasó a ser Universidad Insurgentes. El cambio de Chivas Rayadas de Premier a Nuevos Talentos, técnicamente descendieron. Proyecto de Tecamachalco se convirtió en el Alebrijes B y los descendidos Altamira y Excelsior.

## Sistema de competición
El sistema de competición de este torneo se desarrolla en dos fases:
- Fase de calificación: que se integra por las 15 jornadas del torneo.
- Fase final: que se integra por los partidos de ida y vuelta en rondas de cuartos de final, de semifinal y final.

### Fase de calificación
En la fase de calificación se observará el sistema de puntos. La ubicación en la tabla general está sujeta a lo siguiente:
- Por juego ganado se obtendrán tres puntos.
- Por juego empatado se obtendrá un punto. (se juegan en penales el punto extra)
- Por juego perdido no se otorgan puntos.

En esta fase participan los 31 Clubes de la Liga de Nuevos Talentos jugando en cada grupo todos contra todos durante las jornadas respectivas, a un solo partido.
El orden de los clubes al final de la Fase de Calificación del torneo corresponderá a la suma de los puntos obtenidos por cada uno de ellos y se presentará en forma descendente. Si al finalizar las 15 jornadas del torneo, dos o más clubes estuviesen empatados en puntos, su posición en la Tabla general será determinada atendiendo a los siguientes criterios de desempate:
1. Mejor diferencia entre los goles anotados y recibidos.
2. Mayor número de goles anotados.
3. Marcadores particulares entre los Clubes empatados.
4. Mayor número de goles anotados como visitante.
5. Mejor ubicado en la Tabla general de cociente.
6. Tabla Fair Play.
7. Sorteo.

Para determinar los lugares que ocuparán los clubes que participen en la fase final del Torneo se tomará como base la Tabla general de clasificación.
Participan automáticamente por el título de Campeón de la Liga de Nuevos Talentos los primeros 4 lugares de cada grupo (8 en total); los siguientes 4 de cada grupo participarán en el torneo de Copa de la Liga de Nuevos Talentos.

### Fase final
Los ocho clubes calificados para esta fase del torneo serán reubicados de acuerdo con el lugar que ocupen en la Tabla general al término de la jornada 15, con el puesto del número uno al club mejor clasificado, y así hasta el # 8. Los partidos a esta Fase se desarrollarán a visita, en las siguientes etapas:
- Cuartos de final
- Semifinales
- Final

Los clubes vencedores en los partidos de cuartos de final y semifinal serán aquellos que en los dos juegos anoten el mayor número de goles. De existir empate en el número de goles anotados, la posición se definirá a favor del club con mayor cantidad de goles a favor cuando actúe como visitante.
Si una vez aplicado el criterio anterior los clubes siguieran empatados, se observará la posición de los clubes en la tabla general de clasificación.
Los partidos correspondientes a la Fase final se jugarán obligatoriamente los días miércoles y sábado, y jueves y domingo eligiendo, en su caso, exclusivamente en forma descendente, los cuatro Clubes mejor clasificados en la Tabla general al término de la jornada 15, el día y horario de su partido como local. Los siguientes cuatro Clubes podrán elegir únicamente el horario.
El Club vencedor de la Final y por lo tanto Campeón, será aquel que en los dos partidos anote el mayor número de goles. Si al término del tiempo reglamentario el partido está empatado, se agregarán dos tiempos extras de 15 minutos cada uno. De persistir el empate en estos periodos, se procederá a lanzar tiros penales hasta que resulte un vencedor.
Los partidos de Cuartos de final se jugarán de la siguiente manera:
En las Semifinales participarán los cuatro Clubes vencedores de Cuartos de final, reubicándolos del uno al cuatro, de acuerdo a su mejor posición en la Tabla general de clasificación al término de la jornada 15 del torneo correspondiente, enfrentándose:
Disputarán el título de Campeón de los Torneos de Apertura 2013 y Clausura 2014 los dos clubes vencedores de la fase semifinal correspondiente, reubicándolos del uno al dos, de acuerdo a su mejor posición en la Tabla general de clasificación al término de las jornadas de cada torneo.

## Equipos participantes
| Entidad Federativa | N.º | Equipos                                                              |
| ------------------ | --- | -------------------------------------------------------------------- |
| Michoacán          | 3   | La Piedad, Zitácuaro y Zorros de la UMSNH                            |
| Hidalgo            | 3   | Centro Universitario del Fútbol, Garzas UAEH y Titanes de Tulancingo |
| Jalisco            | 3   | Académicos, Chivas Rayadas y Deportivo San Juan                      |
| Ciudad de México   | 2   | América Coapa y Pumas Naucalpan                                      |
| Morelos            | 2   | Cuautla y Selva Cañera                                               |
| Tamaulipas         | 2   | Promesas Altamira y Topos de Reynosa                                 |
| Aguascalientes     | 1   | Necaxa "B"                                                           |
| Campeche           | 1   | Cañoneros                                                            |
| Chiapas            | 1   | Atlético Chiapas                                                     |
| Durango            | 1   | Calor                                                                |
| Estado de México   | 1   | Deportivo Chimalhuacán                                               |
| Guanajuato         | 1   | Celaya "B"                                                           |
| Nuevo León         | 1   | Cachorros UANL                                                       |
| Oaxaca             | 1   | Alebrijes "B"                                                        |
| Puebla             | 1   | Lobos Prepa                                                          |
| Quintana Roo       | 1   | Pioneros                                                             |
| San Luis Potosí    | 1   | Atlético San Luis "B"                                                |
| Sinaloa            | 1   | Santos Los Mochis                                                    |
| Tabasco            | 1   | Atlante Tabasco                                                      |
| Zacatecas          | 1   | Fresnillo                                                            |

### Zona I
| - Alebrijes "B" - America Coapa - Atlante Tabasco - Atlético Chiapas - Cañoneros de Campeche - Centro Universitario del Fútbol - Club Deportivo Cuautla - Deportivo Nuevo Chimalhuacán |  | - Lobos Prepa - Pioneros de Cancún - Pumas Naucalpan - Selva Cañera - Titanes de Tulancingo - Universitario Hidalguense - Potros Zitácuaro |

#### Información sobre equipos participantes
| Nombre                          | Ciudad                        | Estadio                         | Filial              |
| ------------------------------- | ----------------------------- | ------------------------------- | ------------------- |
| Alebrijes de Oaxaca "B"         | Oaxaca, Oaxaca                | Benito Juárez                   | Alebrijes de Oaxaca |
| América Coapa                   | Ciudad de México              | Instalaciones Club América      | América             |
| Atlante Tabasco                 | Villahermosa, Tabasco         | CAR Atlante Tabasco             | Atlante             |
| Atlético Chiapas                | Tuxtla Gutiérrez, Chiapas     | Víctor Manuel Reyna             | Chiapas FC          |
| Cañoneros de Campeche           | Campeche, Campeche            | Universitario Campeche          | X                   |
| Centro Universitario del Fútbol | San Agustín Tlaxiaca, Hidalgo | Universidad del Fútbol Cancha 3 | Pachuca             |
| Cuautla                         | Cuautla, Morelos              | Isidro Gil Tapia                | X                   |
| Deportivo Nuevo Chimalhuacán    | Chimalhuacán, México          | Tepalcates                      | X                   |
| Lobos Prepa                     | Puebla, Puebla                | Olímpico de la BUAP             | Lobos BUAP          |
| Pioneros de Cancún              | Cancún, Quintana Roo          | Cancún 86                       | X                   |
| Pumas Naucalpan                 | Ciudad de México              | La Cantera                      | Pumas UNAM          |
| Selva Cañera                    | Zacatepec, Morelos            | Mariano Matamoros               | Club Zacatepec      |
| Titanes de Tulancingo           | Tulancingo, Hidalgo           | Primero de Mayo                 | Pachuca             |
| Universitario Hidalguense       | Pachuca, Hidalgo              | Instalaciones de La Higa        | X                   |
| Zitácuaro                       | Zitácuaro, Michoacán          | Ignacio López Rayón             | X                   |

### Zona II
| - 1 Académicos de Atlas - 2 Santos de Soledad - 3 Cachorros de la UANL - 4 Calor de San Pedro - 5 Celaya B - 6 Chivas Rayadas - 7 Deportivo San Juan |  | - 8 Mineros de Fresnillo F.C. - 9 Deportivo Universidad Michoacana - 10 Necaxa B - 11 Promesas de Altamira - 12 Reboceros de la Piedad - 13 Santos Los Mochis - 14 Topos de Reynosa |

#### Información sobre los equipos participantes
| Nombre                           | Ciudad                           | Estadio                                   | Filial            |
| -------------------------------- | -------------------------------- | ----------------------------------------- | ----------------- |
| Académicos de Atlas              | Zapopan, Jalisco                 | Alfredo "Pistache" Torres (Atlas Colomos) | Atlas FC          |
| Atlético San Luis "B"            | San Luis Potosí, San Luis Potosí | Plan de San Luis                          | Atlético San Luis |
| Cachorros UANL                   | General Zuazua, Nuevo León       | Instalaciones de Zuazua                   | Tigres UANL       |
| Calor                            | Gómez Palacio, Durango           | Unidad Deportiva Gómez Palacio            | X                 |
| Celaya "B"                       | Celaya, Guanajuato               | Complejo Deportivo Brígido Vargas         | Celaya FC         |
| Chivas Rayadas                   | Zapopan, Jalisco                 | Verde Valle                               | Guadalajara       |
| Deportivo San Juan               | San Juan de los Lagos, Jalisco   | Antonio R. Márquez                        | X                 |
| Deportivo Universidad Michoacana | Morelia, Michoacán               | Olímpico de la UMSNH                      | X                 |
| La Piedad                        | La Piedad, Michoacán             | Juan Nepomuceno López                     | X                 |
| Mineros de Fresnillo             | Fresnillo, Zacatecas             | Unidad Deportiva Minera Fresnillo         | X                 |
| Necaxa "B"                       | Aguascalientes, Aguascalientes   | Victoria                                  | Necaxa            |
| Promesas Altamira                | Altamira, Tamaulipas             | Deportivo Sur de Tamaulipas               | Altamira FC       |
| Santos (Los Mochis)              | Los Mochis, Sinaloa              | Centenario                                | Santos Laguna     |
| Topos de Reynosa                 | Reynosa, Tamaulipas              | Reynosa                                   | Reynosa FC        |

## Ascensos y descensos
| Pos | Equipos ascendidos a la Liga Premier de Ascenso de México |
| --- | --------------------------------------------------------- |
| 4º  | Durango                                                   |

| Pos  | Equipos descendidos a la Liga de Nuevos Talentos de México |
| ---- | ---------------------------------------------------------- |
| 31.º | Altamira                                                   |
| 32º  | Excélsior                                                  |

| Pos | Equipos ascendidos a la Liga de Nuevos Talentos de México |
| --- | --------------------------------------------------------- |
| 8º  | Tecamachalco B                                            |
| 3º  | Zitácuaro                                                 |
| 19º | Celaya                                                    |

| Pos | Equipos descendidos a la Tercera División de México |
| --- | --------------------------------------------------- |
| 32º | Bavaria Tultitlán                                   |

- Originalmente había ascendido Académicos del Atlas por coronarse campeones de ascenso, pero, al ser filial del Atlas B , no asciende. Durango, subcampeón, tomo su lugar.

### Cambios de plaza
- Tecamachalco B cambia se convierte en filial de Oaxaca y cambia de sede.
- Zacatepec cambia su nombre a Selva Cañera y se convierte en filial de Zacatepec de Ascenso MX.
- Oro cambia su sede a Soledad, San Luis Potosí y se convierte en filial del Atlético San Luis. Después recibe de manera no oficial el nombre de Santos.
- Universidad Autónoma de Zacatecas cambia de sede a Fresnillo y su nombre a Mineros.
- Colegio Once México cambia su nombre a Chivas Rayadas.
- Excélsior cambia de sede y nombre a Deportivo San Juan.
- Irapuato cambia de nombre y sede a Deportivo UMSNH

## Grupos

### Grupo 1
| Pos. | Equipo                          | Pts. | PJ | G  | E | P  | GF | GC | Dif. | Clasificación       |
| ---- | ------------------------------- | ---- | -- | -- | - | -- | -- | -- | ---- | ------------------- |
| 1    | Pioneros de Cancún (C)          | 35   | 14 | 10 | 3 | 1  | 37 | 13 | +24  | Liguilla de ascenso |
| 2    | América Coapa                   | 31   | 14 | 7  | 5 | 2  | 32 | 20 | +12  | Liguilla de copa    |
| 3    | Atlético Chiapas                | 27   | 14 | 7  | 3 | 4  | 27 | 22 | +5   | Liguilla de ascenso |
| 4    | Centro Universitario del Fútbol | 27   | 14 | 7  | 4 | 3  | 23 | 22 | +1   | Liguilla de copa    |
| 5    | Cuautla                         | 26   | 14 | 7  | 3 | 4  | 26 | 22 | +4   | Liguilla de ascenso |
| 6    | Deportivo Nuevo Chimalhuacán    | 26   | 14 | 7  | 3 | 4  | 24 | 23 | +1   | Liguilla de ascenso |
| 7    | Cañoneros de Campeche           | 22   | 14 | 6  | 2 | 6  | 20 | 14 | +6   | Liguilla de copa    |
| 8    | Universidad Autónoma de Hidalgo | 22   | 14 | 5  | 6 | 3  | 14 | 12 | +2   | Liguilla de copa    |
| 9    | Titanes de Tulancingo           | 22   | 14 | 5  | 4 | 5  | 25 | 24 | +1   |                     |
| 10   | Pumas Naucalpan                 | 19   | 14 | 5  | 4 | 5  | 24 | 20 | +4   |                     |
| 11   | Selva Cañera                    | 19   | 14 | 5  | 3 | 6  | 22 | 22 | 0    |                     |
| 12   | Alebrijes de Oaxaca "B"         | 19   | 14 | 4  | 4 | 6  | 20 | 27 | −7   |                     |
| 13   | Lobos Prepa                     | 14   | 14 | 4  | 2 | 8  | 16 | 32 | −16  |                     |
| 14   | Atlante Tabasco                 | 4    | 14 | 1  | 1 | 12 | 16 | 36 | −20  |                     |
| 15   | Zitácuaro                       | 3    | 14 | 0  | 3 | 11 | 15 | 35 | −20  |                     |

 Fuente: SoccerWay

### Grupo 2
| Pos. | Equipo                           | Pts. | PJ | G | E | P  | GF | GC | Dif. | Clasificación       |
| ---- | -------------------------------- | ---- | -- | - | - | -- | -- | -- | ---- | ------------------- |
| 1    | Chivas Rayadas                   | 33   | 13 | 9 | 3 | 1  | 23 | 8  | +15  | Liguilla de copa    |
| 2    | Atlético San Luis "B"            | 31   | 13 | 9 | 2 | 2  | 29 | 10 | +19  | Liguilla de ascenso |
| 3    | Académicos de Atlas              | 30   | 13 | 9 | 0 | 4  | 27 | 9  | +18  | Liguilla de copa    |
| 4    | Deportivo San Juan               | 23   | 13 | 6 | 2 | 5  | 24 | 24 | 0    | Liguilla de ascenso |
| 5    | Promesas Altamira                | 22   | 13 | 6 | 4 | 3  | 19 | 17 | +2   | Liguilla de ascenso |
| 6    | Calor de San Pedro               | 22   | 13 | 6 | 2 | 5  | 19 | 20 | −1   | Liguilla de ascenso |
| 7    | Santos Los Mochis                | 21   | 13 | 6 | 2 | 5  | 27 | 23 | +4   | Liguilla de copa    |
| 8    | Deportivo Universidad Michoacana | 21   | 13 | 6 | 3 | 4  | 19 | 20 | −1   | Liguilla de copa    |
| 9    | Necaxa "B"                       | 18   | 13 | 4 | 5 | 4  | 19 | 26 | −7   |                     |
| 10   | La Piedad                        | 17   | 13 | 5 | 2 | 6  | 22 | 23 | −1   |                     |
| 11   | Celaya "B"                       | 13   | 13 | 3 | 3 | 7  | 17 | 24 | −7   |                     |
| 12   | Cachorros de la UANL             | 11   | 13 | 3 | 2 | 8  | 13 | 18 | −5   |                     |
| 13   | Mineros de Fresnillo             | 9    | 13 | 2 | 3 | 8  | 15 | 29 | −14  |                     |
| 14   | Topos de Reynosa                 | 1    | 13 | 0 | 1 | 12 | 7  | 36 | −29  |                     |

 Fuente: SoccerWay

## Tabla general
| Pos. | Equipo                           | Pts. | PJ | G  | E | P  | GF | GC | Dif. | Clasificación       |
| ---- | -------------------------------- | ---- | -- | -- | - | -- | -- | -- | ---- | ------------------- |
| 1    | Pioneros de Cancún (C)           | 35   | 14 | 10 | 3 | 1  | 37 | 13 | +24  | Liguilla de ascenso |
| 2    | Chivas Rayadas                   | 33   | 13 | 9  | 3 | 1  | 23 | 8  | +15  | Liguilla de copa    |
| 3    | Atlético San Luis "B"            | 31   | 13 | 9  | 2 | 2  | 29 | 10 | +19  | Liguilla de ascenso |
| 4    | América Coapa                    | 31   | 14 | 7  | 5 | 2  | 32 | 20 | +12  | Liguilla de copa    |
| 5    | Académicos de Atlas              | 30   | 13 | 9  | 0 | 4  | 27 | 9  | +18  | Liguilla de copa    |
| 6    | Atlético Chiapas                 | 27   | 14 | 7  | 3 | 4  | 27 | 22 | +5   | Liguilla de ascenso |
| 7    | Centro Universitario del Fútbol  | 27   | 14 | 7  | 4 | 3  | 23 | 22 | +1   | Liguilla de copa    |
| 8    | Cuautla                          | 26   | 14 | 7  | 3 | 4  | 26 | 22 | +4   | Liguilla de ascenso |
| 9    | Deportivo Nuevo Chimalhuacán     | 26   | 14 | 7  | 3 | 4  | 24 | 23 | +1   | Liguilla de ascenso |
| 10   | Deportivo San Juan               | 23   | 13 | 6  | 2 | 5  | 24 | 24 | 0    | Liguilla de ascenso |
| 11   | Cañoneros de Campeche            | 22   | 14 | 6  | 2 | 6  | 20 | 14 | +6   | Liguilla de copa    |
| 12   | Promesas Altamira                | 22   | 13 | 6  | 4 | 3  | 19 | 17 | +2   | Liguilla de ascenso |
| 13   | Universidad Autónoma de Hidalgo  | 22   | 14 | 5  | 6 | 3  | 14 | 12 | +2   | Liguilla de copa    |
| 14   | Titanes de Tulancingo            | 22   | 14 | 5  | 4 | 5  | 25 | 24 | +1   |                     |
| 15   | Calor de San Pedro               | 22   | 13 | 6  | 2 | 5  | 19 | 20 | −1   | Liguilla de ascenso |
| 16   | Santos Los Mochis                | 21   | 13 | 6  | 2 | 5  | 27 | 23 | +4   | Liguilla de copa    |
| 17   | Deportivo Universidad Michoacana | 21   | 13 | 6  | 3 | 4  | 19 | 20 | −1   | Liguilla de copa    |
| 18   | Pumas Naucalpan                  | 19   | 14 | 5  | 4 | 5  | 24 | 20 | +4   |                     |
| 19   | Selva Cañera                     | 19   | 14 | 5  | 3 | 6  | 22 | 22 | 0    |                     |
| 20   | Alebrijes de Oaxaca "B"          | 19   | 14 | 4  | 4 | 6  | 20 | 27 | −7   |                     |
| 21   | Necaxa "B"                       | 18   | 13 | 4  | 5 | 4  | 19 | 26 | −7   |                     |
| 22   | La Piedad                        | 17   | 13 | 5  | 2 | 6  | 22 | 23 | −1   |                     |
| 23   | Lobos Prepa                      | 14   | 14 | 4  | 2 | 8  | 16 | 32 | −16  |                     |
| 24   | Celaya "B"                       | 13   | 13 | 3  | 3 | 7  | 17 | 24 | −7   |                     |
| 25   | Cachorros de la UANL             | 11   | 13 | 3  | 2 | 8  | 13 | 18 | −5   |                     |
| 26   | Mineros de Fresnillo             | 9    | 13 | 2  | 3 | 8  | 15 | 29 | −14  |                     |
| 27   | Atlante Tabasco                  | 4    | 14 | 1  | 1 | 12 | 16 | 36 | −20  |                     |
| 28   | Zitácuaro                        | 3    | 14 | 0  | 3 | 11 | 15 | 35 | −20  |                     |
| 29   | Topos de Reynosa                 | 1    | 13 | 0  | 1 | 12 | 7  | 36 | −29  |                     |

 Fuente: SoccerWay

## Torneo Regular
- Los horarios son correspondientes al Tiempo del Centro de México (UTC-6 y UTC-5 en horario de verano).

| América Coapa                         | 2-1 (enlace roto disponible en Internet Archive; véase el historial, la primera versión y la última). | Centro Universitario del Fútbol | Inst. Club América Cancha n.º 2   | 9 de agosto      | 11:00 |
| Pumas Naucalpan                       | 0-1 (enlace roto disponible en Internet Archive; véase el historial, la primera versión y la última). | Universitario Hidalguense       | La Cantera                        | 9 de agosto      | 12:00 |
| Atlético Chiapas                      | 3-1 (enlace roto disponible en Internet Archive; véase el historial, la primera versión y la última). | Zitácuaro                       | Víctor Manuel Reyna               | 9 de agosto      | 20:45 |
| Lobos Prepa                           | 1-3 (enlace roto disponible en Internet Archive; véase el historial, la primera versión y la última). | Deportivo Nuevo Chimalhuacán    | Olímpico de la BUAP               | 10 de agosto     | 12:00 |
| Pioneros de Cancún                    | 3-1 (enlace roto disponible en Internet Archive; véase el historial, la primera versión y la última). | Cuautla                         | Cancún 86                         | 10 de agosto     | 16:00 |
| Selva Cañera                          | 0-4                                                                                                   | Titanes de Tulancingo           | Mariano Matamoros                 | 11 de agosto     | 16:00 |
| Chivas Rayadas                        | 1-0                                                                                                   | Celaya B                        | Verde Valle                       | 23 de agosto     | 12:00 |
| Cachorros de la UANL                  | 0-1                                                                                                   | Santos (Los Mochis)             | Instalaciones de Zuazua           | 24 de agosto     | 10:00 |
| Topos de Reynosa                      | 1-2                                                                                                   | Deportivo San Juan              | Reynosa                           | 24 de agosto     | 18:00 |
| Mineros de Fresnillo                  | 1-2                                                                                                   | Necaxa B                        | Unidad Deportiva Minera Fresnillo | 24 de agosto     | 19:00 |
| La Piedad                             | 1-3                                                                                                   | Académicos                      | Juan Nepomuceno López             | 24 de agosto     | 20:00 |
| Promesas Altamira                     | 2-0                                                                                                   | Atlético San Luis B             | Deportivo Sur de Tamaulipas       | 25 de agosto     | 11:00 |
| Archivo:TabascoFC.png Atlante Tabasco | 0-2                                                                                                   | Alebrijes de Oaxaca B           | CAR Atlante Tabasco               | 28 de agosto     | 16:00 |
| Dep. Universidad Michoacana           | 2-0                                                                                                   | Calor                           | Olímpico de la UMSNH              | 18 de septiembre | 12:00 |
| DESCANSO                              | X | Cañoneros de Campeche           | X                                 | X                | X     |

| Centro Universitario del Fútbol | 1-1 | Selva Cañera                          | Universidad del Fútbol Cancha 3   | 16 de agosto    | 11:00 |
| Universitario Hidalguense       | 2-1 | Archivo:TabascoFC.png Atlante Tabasco | Instalaciones de La Higa          | 16 de agosto    | 12:00 |
| Titanes de Tulancingo           | 2-1 | Lobos Prepa                           | Primero de Mayo                   | 16 de agosto    | 16:00 |
| Alebrijes de Oaxaca B           | 0-3 | América Coapa                         | Benito Juárez                     | 16 de agosto    | 16:00 |
| Zitácuaro                       | 0-2 | Pioneros de Cancún                    | Ignacio López Rayón               | 17 de agosto    | 12:00 |
| Deportivo Nuevo Chimalhuacán    | 3-2 | Atlético Chiapas                      | Tepalcates                        | 17 de agosto    | 16:00 |
| Cuautla                         | 1-0 | Cañoneros de Campeche                 | Isidro Gil Tapia                  | 18 de agosto    | 16:00 |
| Deportivo San Juan              | 0-1 | Dep. Universidad Michoacana           | Antonio R. Márquez                | 30 de agosto    | 20:00 |
| Necaxa B                        | 1-1 | Chivas Rayadas                        | Victoria                          | 31 de agosto    | 12:00 |
| Académicos                      | 6-0 | Mineros de Fresnillo                  | Alfredo "Pistache" Torres         | 31 de agosto    | 16:00 |
| Calor                           | 4-1 | Promesas Altamira                     | Unidad Deportiva Gómez Palacio    | 31 de agosto    | 16:00 |
| Santos (Los Mochis)             | 5-0 | Topos de Reynosa                      | Centenario                        | 31 de agosto    | 19:00 |
| La Piedad                       | 1-2 | Atlético San Luis B                   | Juan Nepomuceno López             | 31 de agosto    | 20:00 |
| Celaya B                        | 2-0 | Cachorros UANL                        | Complejo Deportivo Brígido Vargas | 1 de septiembre | 16:00 |
| DESCANSO                        | X   | Pumas Naucalpan                       | X                                 | X               | X     |

| Pumas Naucalpan                       | 1-1 | Cuautla                         | La Cantera                        | 23 de agosto    | 12:00 |
| Atlético Chiapas                      | 3-1 | Titanes de Tulancingo           | Víctor Manuel Reyna               | 23 de agosto    | 20:45 |
| Lobos Prepa                           | 1-1 | Centro Universitario del Fútbol | Olímpico de la BUAP               | 24 de agosto    | 12:00 |
| Cañoneros de Campeche                 | 3-0 | Zitácuaro                       | Universitario Campeche            | 24 de agosto    | 16:00 |
| Pioneros de Cancún                    | 5-0 | Deportivo Nuevo Chimalhuacán    | Cancún 86                         | 24 de agosto    | 16:00 |
| Archivo:TabascoFC.png Atlante Tabasco | 2-4 | América Coapa                   | CAR Atlante Tabasco               | 24 de agosto    | 16:00 |
| Selva Cañera                          | 5-1 | Alebrijes de Oaxaca B           | Mariano Matamoros                 | 25 de agosto    | 16:00 |
| Chivas Rayadas                        | 2-0 | Académicos                      | Verde Valle                       | 6 de septiembre | 12:00 |
| Cachorros UANL                        | 0-3 | Necaxa B                        | Instalaciones de Zuazua           | 7 de septiembre | 10:00 |
| Topos de Reynosa                      | 1-2 | Dep. Universidad Michoacana     | Reynosa                           | 7 de septiembre | 18:00 |
| Santos (Los Mochis)                   | 3-3 | Celaya B                        | Centenario                        | 7 de septiembre | 19:00 |
| Mineros de Fresnillo                  | 1-4 | Atlético San Luis B             | Unidad Deportiva Minera Fresnillo | 7 de septiembre | 19:00 |
| La Piedad                             | 2-1 | Calor                           | Juan Nepomuceno López             | 7 de septiembre | 20:00 |
| Promesas Altamira                     | 1-3 | Deportivo San Juan              | Deportivo Sur de Tamaulipas       | 8 de septiembre | 11:00 |
| DESCANSO                              | X   | Universitario Hidalguense       | X                                 | X               | X     |

| Centro Universitario del Fútbol | 3-0 | Atlético Chiapas                      | Universidad del Fútbol Cancha 3   | 30 de agosto     | 11:00 |
| América Coapa                   | 0-0 | Selva Cañera                          | Inst. Club América Cancha n.º 2   | 30 de agosto     | 11:00 |
| Titanes de Tulancingo           | 2-2 | Pioneros de Cancún                    | Primero de Mayo                   | 30 de agosto     | 16:00 |
| Alebrijes de Oaxaca B           | 1-2 | Lobos Prepa                           | Benito Juárez                     | 30 de agosto     | 16:00 |
| Zitácuaro                       | 2-3 | Pumas Naucalpan                       | Ignacio López Rayón               | 31 de agosto     | 12:00 |
| Deportivo Nuevo Chimalhuacán    | 2-0 | Cañoneros de Campeche                 | Tepalcates                        | 31 de agosto     | 16:00 |
| Cuautla                         | 0-0 | Universitario Hidalguense             | Isidro Gil Tapia                  | 1 de septiembre  | 16:00 |
| Deportivo San Juan              | 2-3 | La Piedad                             | Antonio R. Márquez                | 13 de septiembre | 20:00 |
| Necaxa B                        | 4-2 | Santos (Los Mochis)                   | Victoria                          | 14 de septiembre | 12:00 |
| Académicos                      | 3-1 | Cachorros UANL                        | Alfredo "Pistache" Torres         | 14 de septiembre | 16:00 |
| Atlético San Luis B             | 1-1 | Chivas Rayadas                        | Plan de San Luis                  | 14 de septiembre | 16:00 |
| Calor                           | 2-2 | Mineros de Fresnillo                  | Unidad Deportiva Gómez Palacio    | 14 de septiembre | 16:00 |
| Dep. Universidad Michoacana     | 1-1 | Promesas Altamira                     | Olímpico de la UMSNH              | 15 de septiembre | 12:00 |
| Celaya B                        | 1-1 | Topos de Reynosa                      | Complejo Deportivo Brígido Vargas | 15 de septiembre | 16:00 |
| DESCANSO                        | X   | Archivo:TabascoFC.png Atlante Tabasco | X                                 | X                | X     |

| Universitario Hidalguense             | 0-0 | Zitácuaro                       | Instalaciones de La Higa          | 6 de septiembre  | 11:00 |
| Pumas Naucalpan                       | 0-1 | Deportivo Nuevo Chimalhuacán    | La Cantera                        | 6 de septiembre  | 12:00 |
| Atlético Chiapas                      | 4-0 | Alebrijes de Oaxaca B           | Víctor Manuel Reyna               | 6 de septiembre  | 20:45 |
| Lobos Prepa                           | 3-3 | América Coapa                   | Olímpico de la BUAP               | 7 de septiembre  | 12:00 |
| Cañoneros de Campeche                 | 0-1 | Titanes de Tulancingo           | Universitario Campeche            | 7 de septiembre  | 16:00 |
| Pioneros de Cancún                    | 5-0 | Centro Universitario del Fútbol | Cancún 86                         | 7 de septiembre  | 16:00 |
| Archivo:TabascoFC.png Atlante Tabasco | 1-2 | Selva Cañera                    | CAR Atlante Tabasco               | 7 de septiembre  | 16:00 |
| Chivas Rayadas                        | 3-1 | Calor                           | Verde Valle                       | 20 de septiembre | 16:00 |
| Cachorros UANL                        | 0-0 | Atlético San Luis B             | Instalaciones de Zuazua           | 21 de septiembre | 10:00 |
| Mineros de Fresnillo                  | 3-3 | Deportivo San Juan              | Unidad Deportiva Minera Fresnillo | 21 de septiembre | 19:00 |
| La Piedad                             | 3-0 | Dep. Universidad Michoacana     | Juan Nepomuceno López             | 21 de septiembre | 20:00 |
| Celaya B                              | 0-2 | Necaxa B                        | Complejo Deportivo Brígido Vargas | 22 de septiembre | 16:00 |
| Topos de Reynosa                      | 0-1 | Promesas Altamira               | Reynosa                           | 9 de octubre     | 18:00 |
| Santos (Los Mochis)                   | 1-2 | Académicos                      | Centenario                        | 16 de octubre    | 20:00 |
| DESCANSO                              | X   | Cuautla                         | X                                 | X                | X     |

| Centro Universitario del Fútbol | 1-0 | Cañoneros de Campeche                 | Universidad del Fútbol Cancha 3 | 13 de septiembre | 11:00 |
| América Coapa                   | 2-2 | Atlético Chiapas                      | Inst. Club América Cancha n.º 2 | 13 de septiembre | 11:00 |
| Titanes de Tulancingo           | 2-2 | Pumas Naucalpan                       | Primero de Mayo                 | 13 de septiembre | 16:00 |
| Alebrijes de Oaxaca B           | 2-3 | Pioneros de Cancún                    | Benito Juárez                   | 13 de septiembre | 16:00 |
| Deportivo Nuevo Chimalhuacán    | 1-0 | Universitario Hidalguense             | Tepalcates                      | 14 de septiembre | 16:00 |
| Cuautla                         | 2-1 | Archivo:TabascoFC.png Atlante Tabasco | Isidro Gil Tapia                | 15 de septiembre | 16:00 |
| Selva Cañera                    | 1-0 | Lobos Prepa                           | Mariano Matamoros               | 15 de septiembre | 16:00 |
| Deportivo San Juan              | 1-3 | Chivas Rayadas                        | Antonio R. Márquez              | 27 de septiembre | 20:00 |
| Necaxa B                        | 4-0 | Topos de Reynosa                      | Victoria                        | 28 de septiembre | 12:00 |
| Académicos                      | 3-0 | Celaya B                              | Alfredo "Pistache" Torres       | 28 de septiembre | 16:00 |
| Atlético San Luis B             | 2-1 | Santos (Los Mochis)                   | Plan de San Luis                | 28 de septiembre | 16:00 |
| Calor                           | 1-0 | Cachorros UANL                        | Unidad Deportiva Gómez Palacio  | 28 de septiembre | 16:00 |
| Promesas Altamira               | 3-1 | La Piedad                             | Deportivo Sur de Tamaulipas     | 29 de septiembre | 11:00 |
| Dep. Universidad Michoacana     | 1-1 | Mineros de Fresnillo                  | Olímpico de la UMSNH            | 29 de septiembre | 12:00 |
| X                               | X   | Zitácuaro                             | X                               | X                | X     |

| Universitario Hidalguense             | 0-0 | Titanes de Tulancingo           | Instalaciones de La Higa          | 20 de septiembre | 12:00 |
| Pumas Naucalpan                       | 1-3 | Centro Universitario del Fútbol | La Cantera                        | 20 de septiembre | 12:00 |
| Pioneros de Cancún                    | 1-0 | América Coapa                   | Cancún 86                         | 21 de septiembre | 16:00 |
| Archivo:TabascoFC.png Atlante Tabasco | 3-0 | Lobos Prepa                     | CAR Atlante Tabasco               | 21 de septiembre | 16:00 |
| Cuautla                               | 3-2 | Zitácuaro                       | Isidro Gil Tapia                  | 22 de septiembre | 16:00 |
| Atlético Chiapas                      | 2-0 | Selva Cañera                    | Víctor Manuel Reyna               | 23 de septiembre | 20:00 |
| Chivas Rayadas                        | 0-1 | Dep. Universidad Michoacana     | Verde Valle                       | 4 de octubre     | 16:00 |
| Cachorros UANL                        | 1-2 | Deportivo San Juan              | Instalaciones de Zuazua           | 5 de octubre     | 10:00 |
| Necaxa B                              | 0-2 | Académicos                      | Victoria                          | 5 de octubre     | 12:00 |
| Topos de Reynosa                      | 2-3 | La Piedad                       | Reynosa                           | 5 de octubre     | 18:00 |
| Santos (Los Mochis)                   | 1-0 | Calor                           | Centenario                        | 5 de octubre     | 19:00 |
| Mineros de Fresnillo                  | 3-0 | Promesas Altamira               | Unidad Deportiva Minera Fresnillo | 5 de octubre     | 19:00 |
| Celaya B                              | 1-3 | Atlético San Luis B             | Complejo Deportivo Brígido Vargas | 6 de octubre     | 16:00 |
| Cañoneros de Campeche                 | 2-2 | Alebrijes de Oaxaca B           | Universitario Campeche            | 9 de octubre     | 16:00 |
| X                                     | X   | Deportivo Nuevo Chimalhuacán    | X                                 | X                | X     |

| Centro Universitario del Fútbol | 1-2 | Universitario Hidalguense             | Universidad del Fútbol Cancha 3 | 27 de septiembre | 11:00 |
| América Coapa                   | 2-3 | Cañoneros de Campeche                 | Inst. Club América Cancha n.º 2 | 27 de septiembre | 11:00 |
| Lobos Prepa                     | 0-2 | Atlético Chiapas                      | Olímpico de la BUAP             | 28 de septiembre | 12:00 |
| Zitácuaro                       | 0-0 | Archivo:TabascoFC.png Atlante Tabasco | Ignacio López Rayón             | 28 de septiembre | 16:00 |
| Deportivo Nuevo Chimalhuacán    | 1-4 | Cuautla                               | Tepalcates                      | 28 de septiembre | 16:00 |
| Selva Cañera                    | 1-1 | Pioneros de Cancún                    | Mariano Matamoros               | 29 de septiembre | 16:00 |
| Deportivo San Juan              | 3-3 | Santos (Los Mochis)                   | Antonio R. Márquez              | 11 de octubre    | 16:00 |
| Dep. Universidad Michoacana     | 2-1 | Cachorros UANL                        | Olímpico de la UMSNH            | 11 de octubre    | 16:00 |
| Académicos                      | 1-0 | Topos de Reynosa                      | Alfredo "Pistache" Torres       | 12 de octubre    | 16:00 |
| Atlético San Luis B             | 3-1 | Necaxa B                              | Plan de San Luis                | 12 de octubre    | 16:00 |
| Calor                           | 1-0 | Celaya B                              | Unidad Deportiva Gómez Palacio  | 12 de octubre    | 16:00 |
| La Piedad                       | 3-0 | Mineros de Fresnillo                  | Juan Nepomuceno López           | 12 de octubre    | 20:00 |
| Promesas Altamira               | 0-0 | Chivas Rayadas                        | Deportivo Sur de Tamaulipas     | 13 de octubre    | 11:00 |
| Alebrijes de Oaxaca B           | 1-1 | Pumas Naucalpan                       | Benito Juárez                   | 5 de noviembre   | 16:00 |
| X                               | X   | Titanes de Tulancingo                 | X                               | X                | X     |

| Universitario Hidalguense             | 1-1 | Alebrijes de Oaxaca B           | Instalaciones de La Higa          | 4 de octubre  | 11:00 |
| Pumas Naucalpan                       | 1-1 | América Coapa                   | La Cantera                        | 4 de octubre  | 11:00 |
| Zitácuaro                             | 2-2 | Deportivo Nuevo Chimalhuacán    | Ignacio López Rayón               | 5 de octubre  | 16:00 |
| Cañoneros de Campeche                 | 3-1 | Selva Cañera                    | Universitario Campeche            | 5 de octubre  | 16:00 |
| Pioneros de Cancún                    | 5-1 | Lobos Prepa                     | Cancún 86                         | 5 de octubre  | 16:00 |
| Archivo:TabascoFC.png Atlante Tabasco | 2-4 | Atlético Chiapas                | CAR Atlante Tabasco               | 5 de octubre  | 16:00 |
| Cuautla                               | 2-4 | Titanes de Tulancingo           | Isidro Gil Tapia                  | 6 de octubre  | 16:00 |
| Chivas Rayadas                        | 3-2 | La Piedad                       | Verde Valle                       | 19 de octubre | 16:00 |
| Cachorros UANL                        | 1-1 | Promesas Altamira               | Instalaciones de Zuazua           | 20 de octubre | 10:00 |
| Necaxa B                              | 1-1 | Calor                           | Victoria                          | 20 de octubre | 12:00 |
| Topos de Reynosa                      | 1-2 | Mineros de Fresnillo            | Reynosa                           | 20 de octubre | 18:00 |
| Santos (Los Mochis)                   | 3-0 | Dep. Universidad Michoacana     | Centenario                        | 20 de octubre | 19:00 |
| Académicos                            | 0-1 | Atlético San Luis B             | Alfredo "Pistache" Torres         | 21 de octubre | 16:00 |
| Celaya B                              | 1-2 | Deportivo San Juan              | Complejo Deportivo Brígido Vargas | 21 de octubre | 16:00 |
| DESCANSO                              | X   | Centro Universitario del Fútbol | X                                 | X             | X     |

| Centro Universitario del Fútbol | 3-2 | Cuautla                               | Universidad del Fútbol Cancha 3   | 11 de octubre | 11:00 |
| América Coapa                   | 3-1 | Universitario Hidalguense             | Inst. Club América Cancha n.º 2   | 11 de octubre | 11:00 |
| Titanes de Tulancingo           | 4-2 | Zitácuaro                             | Primero de Mayo                   | 11 de octubre | 16:00 |
| Lobos Prepa                     | 2-1 | Cañoneros de Campeche                 | Olímpico de la BUAP               | 12 de octubre | 12:00 |
| Selva Cañera                    | 2-3 | Pumas Naucalpan                       | Mariano Matamoros                 | 13 de octubre | 16:00 |
| Atlético Chiapas                | 1-1 | Pioneros de Cancún                    | Víctor Manuel Reyna               | 14 de octubre | 20:00 |
| Dep. Universidad Michoacana     | 6-2 | Celaya B                              | Olímpico de la UMSNH              | 25 de octubre | 16:00 |
| Deportivo San Juan              | 2-1 | Necaxa B                              | Antonio R. Márquez                | 25 de octubre | 20:00 |
| Atlético San Luis B             | 4-0 | Topos de Reynosa                      | Plan de San Luis                  | 26 de octubre | 16:00 |
| Calor                           | 2-1 | Académicos                            | Unidad Deportiva Gómez Palacio    | 26 de octubre | 16:00 |
| La Piedad                       | 0-1 | Cachorros UANL                        | Juan Nepomuceno López             | 26 de octubre | 20:00 |
| Mineros de Fresnillo            | 0-1 | Chivas Rayadas                        | Unidad Deportiva Minera Fresnillo | 26 de octubre | 20:00 |
| Promesas Altamira               | 5-2 | Santos (Los Mochis)                   | Deportivo Sur de Tamaulipas       | 27 de octubre | 11:00 |
| Deportivo Nuevo Chimalhuacán    | 4-0 | Archivo:TabascoFC.png Atlante Tabasco | Tepalcates                        | 28 de octubre | 16:00 |
| DESCANSO                        | X   | Alebrijes de Oaxaca B                 | X                                 | X             | X     |

| Universitario Hidalguense             | 2-0 | Selva Cañera                    | Instalaciones de La Higa          | 18 de octubre  | 11:00 |
| Pumas Naucalpan                       | 3-0 | Lobos Prepa                     | La Cantera                        | 18 de octubre  | 11:00 |
| Zitácuaro                             | 2-3 | Centro Universitario del Fútbol | Ignacio López Rayón               | 19 de octubre  | 16:00 |
| Deportivo Nuevo Chimalhuacán          | 3-1 | Titanes de Tulancingo           | Tepalcates                        | 19 de octubre  | 16:00 |
| Cañoneros de Campeche                 | 4-0 | Atlético Chiapas                | Universitario Campeche            | 19 de octubre  | 16:00 |
| Archivo:TabascoFC.png Atlante Tabasco | 0-4 | Pioneros de Cancún              | CAR Atlante Tabasco               | 19 de octubre  | 16:00 |
| Cuautla                               | 3-1 | Alebrijes de Oaxaca B           | Isidro Gil Tapia                  | 20 de octubre  | 16:00 |
| Cachorros UANL                        | 2-1 | Mineros de Fresnillo            | Instalaciones de Zuazua           | 2 de noviembre | 10:00 |
| Necaxa B                              | 0-0 | Dep. Universidad Michoacana     | Victoria                          | 2 de noviembre | 12:00 |
| Académicos                            | 2-0 | Deportivo San Juan              | Alfredo "Pistache" Torres         | 2 de noviembre | 16:00 |
| Atlético San Luis B                   | 4-0 | Calor                           | Plan de San Luis                  | 2 de noviembre | 16:00 |
| Topos de Reynosa                      | 0-3 | Chivas Rayadas                  | Reynosa                           | 2 de noviembre | 18:00 |
| Celaya B                              | 1-2 | Promesas Altamira               | Complejo Deportivo Brígido Vargas | 3 de noviembre | 16:00 |
| Santos (Los Mochis)                   | 3-0 | La Piedad                       | Centenario                        | 6 de noviembre | 13:00 |
| DESCANSO                              | X   | América Coapa                   | X                                 | X              | X     |

| Centro Universitario del Fútbol | 1-1 | Deportivo Nuevo Chimalhuacán          | Universidad del Fútbol Cancha 3   | 25 de octubre   | 11:00 |
| América Coapa                   | 5-2 | Cuautla                               | Inst. Club América Cancha n.º 2   | 25 de octubre   | 11:00 |
| Lobos Prepa                     | 1-3 | Universitario Hidalguense             | Olímpico de la BUAP               | 25 de octubre   | 12:00 |
| Titanes de Tulancingo           | 3-0 | Archivo:TabascoFC.png Atlante Tabasco | Primero de Mayo                   | 25 de octubre   | 16:00 |
| Alebrijes de Oaxaca B           | 2-1 | Zitácuaro                             | Benito Juárez                     | 25 de octubre   | 16:00 |
| Pioneros de Cancún              | 2-0 | Cañoneros de Campeche                 | Cancún 86                         | 26 de octubre   | 16:00 |
| Atlético Chiapas                | 2-1 | Pumas Naucalpan                       | Víctor Manuel Reyna               | 28 de octubre   | 20:00 |
| Chivas Rayadas                  | 2-1 | Cachorros UANL                        | Verde Valle                       | 8 de noviembre  | 16:00 |
| Dep. Universidad Michoacana     | 0-4 | Académicos                            | Olímpico de la UMSNH              | 8 de noviembre  | 16:00 |
| Deportivo San Juan              | 2-1 | Atlético San Luis B                   | Antonio R. Márquez                | 8 de noviembre  | 20:00 |
| Topos de Reynosa                | 1-3 | Calor                                 | Reynosa                           | 9 de noviembre  | 18:00 |
| La Piedad                       | 2-2 | Celaya B                              | Juan Nepomuceno López             | 9 de noviembre  | 20:00 |
| Mineros de Fresnillo            | 1-2 | Santos (Los Mochis)                   | Unidad Deportiva Minera Fresnillo | 9 de noviembre  | 20:00 |
| Promesas Altamira               | 1-1 | Necaxa B                              | Deportivo Sur de Tamaulipas       | 10 de noviembre | 11:00 |
| DESCANSO                        | X   | Selva Cañera                          | X                                 | X               | X     |

| Universitario Hidalguense             | 1-1 | Atlético Chiapas                | Instalaciones de La Higa          | 1 de noviembre  | 11:00 |
| Titanes de Tulancingo                 | 2-0 | Centro Universitario del Fútbol | Primero de Mayo                   | 1 de noviembre  | 16:00 |
| Pumas Naucalpan                       | 4-0 | Pioneros de Cancún              | La Cantera                        | 2 de noviembre  | 12:00 |
| Archivo:TabascoFC.png Atlante Tabasco | 0-2 | Cañoneros de Campeche           | CAR Atlante Tabasco               | 2 de noviembre  | 16:00 |
| Zitácuaro                             | 1-3 | América Coapa                   | Ignacio López Rayón               | 2 de noviembre  | 16:00 |
| Deportivo Nuevo Chimalhuacán          | 0-2 | Alebrijes de Oaxaca B           | Tepalcates                        | 2 de noviembre  | 16:00 |
| Cuautla                               | 2-1 | Selva Cañera                    | Isidro Gil Tapia                  | 3 de noviembre  | 16:00 |
| Cachorros UANL                        | 5-0 | Topos de Reynosa                | Instalaciones de Zuazua           | 15 de noviembre | 10:00 |
| Necaxa B                              | 1-1 | La Piedad                       | Victoria                          | 16 de noviembre | 15:00 |
| Académicos                            | 0-1 | Promesas Altamira               | Alfredo "Pistache" Torres         | 16 de noviembre | 15:00 |
| Atlético San Luis B                   | 4-0 | Dep. Universidad Michoacana     | Plan de San Luis                  | 16 de noviembre | 15:00 |
| Calor                                 | 3-2 | Deportivo San Juan              | Unidad Deportiva Gómez Palacio    | 16 de noviembre | 15:00 |
| Santos (Los Mochis)                   | 0-3 | Chivas Rayadas                  | Centenario                        | 16 de noviembre | 15:00 |
| Celaya B                              | 2-0 | Mineros de Fresnillo            | Complejo Deportivo Brígido Vargas | 16 de noviembre | 15:00 |
| DESCANSO                              | X   | Lobos Prepa                     | X                                 | X               | X     |

| América Coapa                         | 2-2 | Deportivo Nuevo Chimalhuacán    | Inst. Club América Cancha n.º 2 | 8 de noviembre  | 11:00 |
| Lobos Prepa                           | 1-0 | Cuautla                         | Olímpico de la BUAP             | 9 de noviembre  | 12:00 |
| Archivo:TabascoFC.png Atlante Tabasco | 1-2 | Centro Universitario del Fútbol | CAR Atlante Tabasco             | 9 de noviembre  | 16:00 |
| Pioneros de Cancún                    | 3-1 | Universitario Hidalguense       | Cancún 86                       | 9 de noviembre  | 16:00 |
| Cañoneros de Campeche                 | 2-0 | Pumas Naucalpan                 | Universitario Campeche          | 9 de noviembre  | 16:00 |
| Alebrijes de Oaxaca B                 | 0-0 | Titanes de Tulancingo           | Benito Juárez                   | 9 de noviembre  | 16:00 |
| Selva Cañera                          | 5-1 | Zitácuaro                       | Mariano Matamoros               | 10 de noviembre | 16:00 |
| DESCANSO                              | X   | Atlético Chiapas                | X                               | X               | X     |

| Centro Universitario del Fútbol | 2-2 | Alebrijes de Oaxaca B                 | Universidad del Fútbol Cancha 3 | 16 de noviembre | 15:00 |
| Universitario Hidalguense       | 0-0 | Cañoneros de Campeche                 | Instalaciones de La Higa        | 16 de noviembre | 15:00 |
| Pumas Naucalpan                 | 4-2 | Archivo:TabascoFC.png Atlante Tabasco | La Cantera                      | 16 de noviembre | 15:00 |
| Titanes de Tulancingo           | 1-2 | América Coapa                         | Primero de Mayo                 | 16 de noviembre | 15:00 |
| Zitácuaro                       | 1-2 | Lobos Prepa                           | Ignacio López Rayón             | 16 de noviembre | 15:00 |
| Deportivo Nuevo Chimalhuacán    | 1-3 | Selva Cañera                          | Tepalcates                      | 16 de noviembre | 15:00 |
| Cuautla                         | 3-1 | Atlético Chiapas                      | Isidro Gil Tapia                | 16 de noviembre | 15:00 |
| DESCANSO                        | X   | Pioneros de Cancún                    | X                               | X               | X     |

## Máximos goleadores
Lista con los máximos goleadores de Liga de Nuevos Talentos de México, de acuerdo con los datos oficiales de la Segunda División de México.
| Pos. | Jugador                 | Equipo                          | Goles |
| ---- | ----------------------- | ------------------------------- | ----- |
| 1.°  | Kevin Carrasco          | Oaxaca                          | 12    |
| 2.°  | Efraín Torres           | Atlético San Luis               | 12    |
| 3.º  | César Vallejo           | Deportivo San Juan              | 11    |
| 4.º  | Ángel de Jesús Manzo    | La Piedad                       | 10    |
| 5.º  | Ricardo Álvarez         | Centro Universitario del Fútbol | 9     |
| 6.º  | Francisco Israel Rivera | América Coapa                   | 9     |
| 7.º  | Omar Rojas              | Cuautla                         | 9     |
| 8.º  | Ulises de Jesús Tavares | Pumas Naucalpan                 | 9     |
| 9.º  | Luis Brayan Zúñiga      | Atlante Tabasco                 | 9     |
| 10.º | Édgar Jiménez           | Titanes                         | 8     |

## Liguillas

### Liguilla de Ascenso
|  | Cuartos de final                  | Cuartos de final                  | Cuartos de final                  |   |                     | Semifinales         | Semifinales         | Semifinales         |  |  | Final                 | Final                 | Final                 |
|  | 27 de noviembre al 1 de diciembre | 27 de noviembre al 1 de diciembre | 27 de noviembre al 1 de diciembre |   |                     | 4 al 7 de diciembre | 4 al 7 de diciembre | 4 al 7 de diciembre |  |  | 12 al 15 de diciembre | 12 al 15 de diciembre | 12 al 15 de diciembre |
|  |                                   |                                   |                                   |   |                     |                     |                     |                     |  |  |                       |                       |                       |
|  | Pioneros                          | 1                                 | 1                                 |   |                     |                     |                     |                     |  |  |                       |                       |                       |
|  | Calor                             | 0                                 | 1                                 |   |                     |                     |                     |                     |  |  |                       |                       |                       |
|  | Calor                             | 0                                 | 1                                 |   | Pioneros            | 0                   | 3                   |                     |  |  |                       |                       |                       |
|  |                                   |                                   |                                   |   | Pioneros            | 0                   | 3                   |                     |  |  |                       |                       |                       |
|  |                                   | Cuautla                           | 1                                 | 0 |                     |                     |                     |                     |  |  |                       |                       |                       |
|  | Cuautla                           | Cuautla                           | 1                                 | 0 | 2                   | 3                   |                     |                     |  |  |                       |                       |                       |
|  | Cuautla                           |                                   |                                   |   | 2                   | 3                   |                     |                     |  |  |                       |                       |                       |
|  | Deportivo Nuevo Chimalhuacán      | 0                                 | 1                                 |   |                     |                     |                     |                     |  |  |                       |                       |                       |
|  |                                   |                                   |                                   |   |                     |                     |                     |                     |  |  | Pioneros              | 0                     | 3                     |
|  |                                   |                                   | Atlético San Luis B               | 0 | 1                   |                     |                     |                     |  |  |                       |                       |                       |
|  | Atlético San Luis B               | 0                                 | 1                                 |   |                     |                     |                     |                     |  |  |                       |                       |                       |
|  | Promesas Altamira                 | 1                                 | 0                                 |   |                     |                     |                     |                     |  |  |                       |                       |                       |
|  | Promesas Altamira                 | 1                                 | 0                                 |   | Atlético San Luis B | 2                   | 1                   |                     |  |  |                       |                       |                       |
|  |                                   |                                   |                                   |   | Atlético San Luis B | 2                   | 1                   |                     |  |  |                       |                       |                       |
|  |                                   | Atlético Chiapas                  | 1                                 | 1 |                     |                     |                     |                     |  |  |                       |                       |                       |
|  | Atlético Chiapas                  | Atlético Chiapas                  | 1                                 | 1 | 1                   | 4                   |                     |                     |  |  |                       |                       |                       |
|  | Atlético Chiapas                  |                                   |                                   |   | 1                   | 4                   |                     |                     |  |  |                       |                       |                       |
|  | Deportivo San Juan                | 2                                 | 1                                 |   |                     |                     |                     |                     |  |  |                       |                       |                       |

- Nota: En cada llave, el equipo ubicado en la primera línea es el que ejerce la localía en el partido de vuelta.

#### Cuartos de final
| 27 de noviembre, 15:00 | Calor | 0:1     | Pioneros | Unidad Deportiva Francisco Gómez Palacio, Gómez Palacio |                              |
|                        |       | Reporte |          | Asistencia: 100 espectadores                            | Asistencia: 100 espectadores |

| 30 de noviembre, 15:00                                    | Pioneros        | 1:1     | Calor         | Estadio Cancún 86, Cancún                                           |                                                                     |
|                                                           | Y. Alvarado 88' | Reporte | U. Flores 22' | Asistencia: 1,800 espectadores Árbitro(s): Gilberto Alvarado Farjat | Asistencia: 1,800 espectadores Árbitro(s): Gilberto Alvarado Farjat |
| Con marcador global de 2-1, Pioneros avanza a semifinales |                 |         |               |                                                                     |                                                                     |

| 28 de noviembre, 16:00 | Nuevo Chimalhuacán | 0:2     | Cuautla | Estadio Tepalcates, Chimalhuacán |                              |
|                        |                    | Reporte |         | Asistencia: 500 espectadores     | Asistencia: 500 espectadores |

| 1 de diciembre, 15:30                                    | Cuautla                                       | 3:1     | Nuevo Chimalhuacán | Estadio Isidro Gil Tapia, Cuautla                                  |                                                                    |
|                                                          | J. Martínez 33' · O. Rojas 53' · C. Pérez 85' | Reporte | R. Bastida 67'     | Asistencia: 1,500 espectadores Árbitro(s): Adalid Maganda Villalva | Asistencia: 1,500 espectadores Árbitro(s): Adalid Maganda Villalva |
| Por marcador global de 5-1, Cuautla avanza a semifinales |                                               |         |                    |                                                                    |                                                                    |

| 27 de noviembre, 16:00 | Promesas Altamira | 1:0     | Atlético San Luis B | Estadio Altamira, Altamira   |                              |
|                        |                   | Reporte |                     | Asistencia: 500 espectadores | Asistencia: 500 espectadores |

| 30 de noviembre, 16:00                                                                                               | Atlético San Luis B | 1:0     | Promesas Altamira | Estadio Plan de San Luis, San Luis Potosí                          |                                                                    |
| | J. Ríos 33'         | Reporte |                   | Asistencia: 3,000 espectadores Árbitro(s): José Luis Muñóz Pantoja | Asistencia: 3,000 espectadores Árbitro(s): José Luis Muñóz Pantoja |
| Pese a empatar 1-1 en el marcador global, Atlético San Luis B avanza a semifinales por su mejor posición en la tabla |                     |         |                   |                                                                    |                                                                    |

| 27 de noviembre, 20:00 | Deportivo San Juan | 2:1     | Atlético Chiapas | Estadio Antonio R. Márquez, San Juan de los Lagos |                              |
|                        |                    | Reporte |                  | Asistencia: 350 espectadores                      | Asistencia: 350 espectadores |

| 30 de noviembre, 15:00                                            | Atlético Chiapas                                | 4:1     | Deportivo San Juan | Estadio Víctor Manuel Reyna, Tuxtla Gutiérrez                      |                                                                    |
|                                                                   | L. Zuart 10' · E. Tello 44', 93' · C. Reyes 84' | Reporte | C. Vallejo 16'     | Asistencia: 1,200 espectadores Árbitro(s): Christopher Molina Díaz | Asistencia: 1,200 espectadores Árbitro(s): Christopher Molina Díaz |
| Con marcador global de 5-3, Atlético Chiapas avanza a semifinales |                                                 |         |                    |                                                                    |                                                                    |

#### Semifinales
| 4 de diciembre, 15:30 | Cuautla        | 1:0     | Pioneros | Estadio Isidro Gil Tapia, Cuautla                             |                                                               |
|                       | M. Alvarado 2' | Reporte |          | Asistencia: 1,000 espectadores Árbitro(s): Óscar Mejía García | Asistencia: 1,000 espectadores Árbitro(s): Óscar Mejía García |

| 7 de diciembre, 15:00                                  | Pioneros                                           | 3:0     | Cuautla | Estadio Cancún 86, Cancún                                            |                                                                      |
|                                                        | C. Hurtado 24' · D. Martínez 57' · J. Pastrana 89' | Reporte |         | Asistencia: 3,500 espectadores Árbitro(s): Carlos Javier Ríos García | Asistencia: 3,500 espectadores Árbitro(s): Carlos Javier Ríos García |
| Con marcador global de 3-1, Pioneros avanza a la final |                                                    |         |         |                                                                      |                                                                      |

| 4 de diciembre, 15:00 | Atlético Chiapas | 1:2     | Atlético San Luis B        | Estadio Víctor Manuel Reyna, Tuxtla Gutiérrez                          |                                                                        |
|                       | C. Reyes 77'     | Reporte | E. Torres 3' · L. Nava 84' | Asistencia: 2,500 espectadores Árbitro(s): Luis Alberto Mattern García | Asistencia: 2,500 espectadores Árbitro(s): Luis Alberto Mattern García |

| 7 de diciembre, 16:00                                             | Atlético San Luis B | 1:1     | Atlético Chiapas | Estadio Plan de San Luis, San Luis Potosí                                  |                                                                            |
|                                                                   | V. Guerrero 29'     | Reporte | L. Zuart 72'     | Asistencia: 3,000 espectadores Árbitro(s): Antonio de Jesús Olalde Vázquez | Asistencia: 3,000 espectadores Árbitro(s): Antonio de Jesús Olalde Vázquez |
| Con marcador global de 3-2, Atlético San Luis B avanza a la final |                     |         |                  |                                                                            |                                                                            |

#### Final
| 12 de diciembre, 16:00 | Atlético San Luis B | 0:0     | Pioneros | Estadio Plan de San Luis, San Luis Potosí                                  |                                                                            |
|                        |                     | Reporte |          | Asistencia: 5,500 espectadores Árbitro(s): Christian Adrián Ramírez Tejeda | Asistencia: 5,500 espectadores Árbitro(s): Christian Adrián Ramírez Tejeda |

| 15 de diciembre, 12:00                                                   | Pioneros | 3:1     | Atlético San Luis B | Estadio Cancún 86, Cancún                                            |                                                                      |
|                                                                          |          | Reporte |                     | Asistencia: 5,500 espectadores Árbitro(s): Carlos Javier Ríos García | Asistencia: 5,500 espectadores Árbitro(s): Carlos Javier Ríos García |
| Con marcador global de 3-1, Pioneros es campeón del Torneo Apertura 2013 |          |         |                     |                                                                      |                                                                      |

|                                       |
| Pioneros de Cancún Campeón 1º título. |

### Liguilla de Copa
|  | Cuartos de final                        | Cuartos de final                | Cuartos de final      |   |                | Semifinales         | Semifinales         | Semifinales         |  |  | Final                 | Final                 | Final                 |
|  | 27 al 30 de noviembre                   | 27 al 30 de noviembre           | 27 al 30 de noviembre |   |                | 4 al 7 de diciembre | 4 al 7 de diciembre | 4 al 7 de diciembre |  |  | 12 al 15 de diciembre | 12 al 15 de diciembre | 12 al 15 de diciembre |
|  |                                         |                                 |                       |   |                |                     |                     |                     |  |  |                       |                       |                       |
|  | Chivas Rayadas                          | 3                               | 1                     |   |                |                     |                     |                     |  |  |                       |                       |                       |
|  | Universitario Hidalguense               | 2                               | 0                     |   |                |                     |                     |                     |  |  |                       |                       |                       |
|  | Universitario Hidalguense               | 2                               | 0                     |   | Chivas Rayadas | 0                   | 3                   |                     |  |  |                       |                       |                       |
|  |                                         |                                 |                       |   | Chivas Rayadas | 0                   | 3                   |                     |  |  |                       |                       |                       |
|  |                                         | Cañoneros                       | 1                     | 2 |                |                     |                     |                     |  |  |                       |                       |                       |
|  | Académicos                              | Cañoneros                       | 1                     | 2 | 2              | 1                   |                     |                     |  |  |                       |                       |                       |
|  | Académicos                              |                                 |                       |   | 2              | 1                   |                     |                     |  |  |                       |                       |                       |
|  | Cañoneros                               | 2                               | 2                     |   |                |                     |                     |                     |  |  |                       |                       |                       |
|  |                                         |                                 |                       |   |                |                     |                     |                     |  |  | Chivas Rayadas        | 2                     | 4                     |
|  |                                         |                                 | América Coapa         | 2 | 2              |                     |                     |                     |  |  |                       |                       |                       |
|  | América Coapa                           | 3                               | 3                     |   |                |                     |                     |                     |  |  |                       |                       |                       |
|  | Deportivo Universidad Michoacana S.N.H. | 2                               | 1                     |   |                |                     |                     |                     |  |  |                       |                       |                       |
|  | Deportivo Universidad Michoacana S.N.H. | 2                               | 1                     |   | América Coapa  | 3                   | 2                   |                     |  |  |                       |                       |                       |
|  |                                         |                                 |                       |   | América Coapa  | 3                   | 2                   |                     |  |  |                       |                       |                       |
|  |                                         | Centro Universitario del Fútbol | 3                     | 0 |                |                     |                     |                     |  |  |                       |                       |                       |
|  | Centro Universitario del Fútbol         | Centro Universitario del Fútbol | 3                     | 0 | 2              | 3                   |                     |                     |  |  |                       |                       |                       |
|  | Centro Universitario del Fútbol         |                                 |                       |   | 2              | 3                   |                     |                     |  |  |                       |                       |                       |
|  | Santos (Los Mochis)                     | 3                               | 1                     |   |                |                     |                     |                     |  |  |                       |                       |                       |

- Nota: En cada llave, el equipo ubicado en la primera línea es el que ejerce la localía en el partido de vuelta.

|                                   |
| Chivas Rayadas Campeón 1º título. |